# Utricularia cheiranthos
Utricularia cheiranthos — вид рослин із родини пухирникових (Lentibulariaceae).

## Середовище проживання
Ендемік півночі Північної території, Австралія.
Зростає на сезонно вологих полях.